# Србија на Европском првенству у атлетици за јуниоре 2017.
Србија је учествовала на 24. Европском првенству за јуниоре 2017. одржаном у Гросето, Италија, од 20. до 23. јула. Репрезентацију Србије на њеном шестом учешћу на европским првенствима за јуниоре од 2006. године од када Србија учествује самостално под овим именом, представљало је 11 спортиста (4 јуниора и 7 јуниорки), који су се такмичили у 9 дисциплина (3 мушке и 6 женских).
На овом првенству Србија је делила 18 место по броју освојених медаља са 1 освојеном медаљом (1 златна) коју је освојила Милица Гардашевић у скоку удаљ., У табели успешности према броју и пласману такмичара који су учествовали у финалним такмичењима (првих 8 такмичара) Србија је са 3 учесника у финалу заузела 25 место са 15 бодова.
| Плас. | Земља  | 1. место | 2. место | 3. место | 4. место | 5. место | 6. место | 7. место | 8. место | Бр. финал. - Бод. |
| ----- | ------ | -------- | -------- | -------- | -------- | -------- | -------- | -------- | -------- | ----------------- |
| 25.   | Србија | 1-8      | –        | -        | 1-5      | –        | –        | 1–2      | -        | 3-15              |

## Учесници
| Јуниори: - Јасмин Халили — Скок увис - Димитрије Новаковић — Троскок - Вељко Недељковић — Бацање диска - Богдан Здравковић — Бацање диска | Јуниорке: - Катарина Секулић — 400 м - Тамара Мићевић — 3.000 м, 5.000 м - Ања Лукић — 100 м препоне, 4х100 м - Милица Емини — 100 м препоне, 4х100 м - Тамара Вулетић — 4х100 м - Ања Ковач — 4х100 м - Милица Гардашевић — Скок удаљ |  |

## Освајачи медаља (1)

### Злато (1)
- Милица Гардашевић — Скок удаљ

## Резултати

### Јуниори
| Атлетичар           | Дисциплина   | Лични рекорд | Квалификације | Квалификације | Полуфинале           | Полуфинале   | Финале   | Финале  | Детаљи |
| Атлетичар           | Дисциплина   | Лични рекорд | Резултат      | Место         | Резултат             | Место        | Резултат | Место   | Детаљи |
| ------------------- | ------------ | ------------ | ------------- | ------------- | -------------------- | ------------ | -------- | ------- | ------ |
| Јасмин Халили       | скок увис    | 2,13         | 2,12 кв       | 6. у гр. Б    |                      |              | 2,10     | 12 / 25 |        |
| Димитрије Новаковић | троскок      | 14,98        | 14,28         | 14. у гр. А   | Није се квалификовао | 28 / 28      |          |         |        |
| Вељко Недељковић    | бацање кугле | 19,40        | 18,98 кв      | 5. у гр. А    | 19,39                | 7 / 23 (24)  |          |         |        |
| Богдан Здравковић   | бацање кугле | 18,85        | 17,91         | 9. у гр. Б    | Није се квалификовао | 18 / 23 (24) |          |         |        |

### Јуниорке
| Атлетичарка       | Дисциплина    | Лични рекорд | Квалификације | Квалификације | Полуфинале            | Полуфинале            | Финале                | Финале                | Детаљи |
| Атлетичарка       | Дисциплина    | Лични рекорд | Резултат      | Место         | Резултат              | Место                 | Резултат              | Место                 | Детаљи |
| ----------------- | ------------- | ------------ | ------------- | ------------- | --------------------- | --------------------- | --------------------- | --------------------- | ------ |
| Катарина Секулић  | 400 м         | 54,68        | 57,56         | 6. у гр. 4    | Није се квалификовала | Није се квалификовала | Није се квалификовала | 25 / 25 (26)          |        |
| Тамара Мићевић    | 3.000 м       | 9:28,73      |               |               |                       |                       | 9:57,29               | 14 / 17 (18)          |        |
| Тамара Мићевић    | 5.000 м       | 17:05,39     | 16:57,74 ЛР   | 4 / 12        |                       |                       |                       |                       |        |
| Милица Емини      | 100 м препоне | 13,95        | 14,10 КВ      | 4. у гр. 4    | Дисквлификована       | Дисквлификована       | Није се квалификовала | Није се квалификовала |        |
| Ања Лукић         | 100 м препоне | 14,01        | 14,42         | 7. у гр. 1    | Није се квалификовала | Није се квалификовала | Није се квалификовала | 34 / 38               |        |
| Милица Емини      | 4х100 м       |              | 46,98         | 6. у гр. 1    |                       |                       | Нису се квалификовале | 17 / 17 (18)          |        |
| Тамара Вулетић    | 4х100 м       |              | 46,98         | 6. у гр. 1    |                       |                       | Нису се квалификовале | 17 / 17 (18)          |        |
| Ања Лукић         | 4х100 м       |              | 46,98         | 6. у гр. 1    |                       |                       | Нису се квалификовале | 17 / 17 (18)          |        |
| Ања Ковач         | 4х100 м       |              | 46,98         | 6. у гр. 1    |                       |                       | Нису се квалификовале | 17 / 17 (18)          |        |
| Милица Гардашевић | скок удаљ     | 6,56         | 6,621 КВ      | 1. у гр. Б    | 6,46                  |                       |                       |                       |        |

1 Ветар је био +2,2 м/с 